# Macchina di Polifemo e Galatea
La machine de Polyphème et Galatée
Macchina di Polifemo e Galatea est le nom donné à un clavecin accompagné de deux statues, formant un ensemble, « synthèse de l'instrument et de la sculpture, une œuvre d'art dans sa totalité. » La qualité artistique de l'ensemble se classe parmi les plus beaux exemples d'art décoratif du baroque romain,.
Il est souvent appelé Golden Harpsichord (« clavecin doré ») en anglais en raison de son parement entièrement doré.
Depuis le début du XXe siècle, l'œuvre est conservée au sein de la collection d'instruments de musique du Metropolitan Museum of Art de New York.

## Histoire

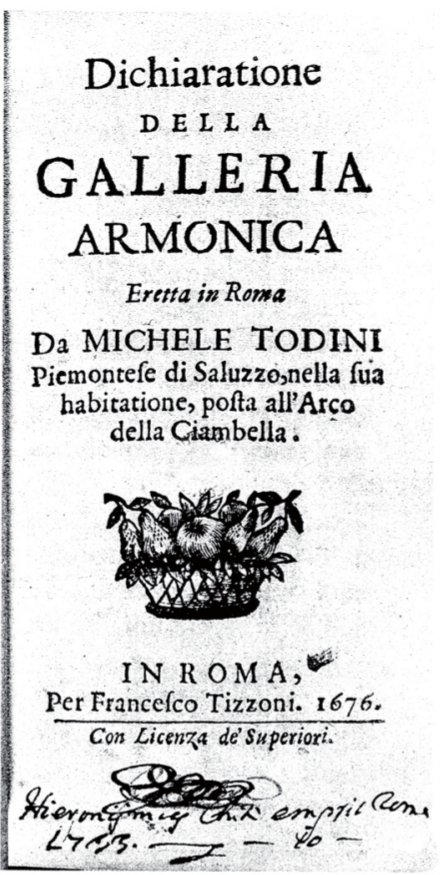
Catalogue de la Galleria armonica (page de titre)

Vers 1670, le clavecin faisait partie de la Galleria Armonica du facteur d'instruments Michele Todini (Saluzzo, Piémont, 24 mai 1616, – Rome, 1690), collection qu'il a décrite dans son catalogue édité en 1676. L'œuvre que nous connaissons est désignée sous le nom de Macchina di Polifemo e Galatea. C'est la seule pièce connue de la galerie à avoir survécu.

### Galleria armonica
Michele Todini recevait les curieux dans sa galerie, chez lui, près du Panthéon, via dell'Arco della Ciambella, comme il est dit dans le titre du catalogue de 1676.
En 1677, le marquis Mario Verospi, qui reçoit le facteur, croule sous les dettes. Jusqu'à la mort brutale de Todini en 1690, les huissiers menacent et imposent un inventaire. Todini se réfugie dans l'Église Santa Maria dell'Anima pour y poursuivre ses inventions.
Le plus important instrument conçu par Todini était la « grande machine » (Macchina Maggiore) : par un clavier unique le musicien pouvait jouer sept instruments : clavecin, trois types d'épinettes, orgue, violon et une lira ad arco. Elle est présentée dans l'ouvrage de Filippo Bonanni (1722). L'inventaire de 1678 la décrit ainsi :
| « La machina dell'organo, cimbalo grande, eletre spinette, lira, e violino che sonano di concerto, con tutti li loro ornamenti d'intagli, piedistalli, tavolini, cornicione, quadri, et altri annessi e connessi alia medesima machina, con il strato di panno verde usato sotto le dette machine. » |  |  | « Le mécanisme de l'orgue, le grand clavecin, les trois épinettes, lyra et violon qui jouent de concert, chacun avec ses ornements sculptés, piédestaux, tables, corniches, tableaux et autres accessoires associés à la « machine », ainsi que le tissu vert sous la machine. » |

Todini conçoit plusieurs machines mathématiques et musicales somptueuses qui attirent les amateurs. L'un des visiteurs de la galerie est Athanasius Kircher († 1680), autre Romain d'adoption, jésuite érudit d'origine allemande, fasciné par les automates et ami de Todini. Il possède lui-même un cabinet de curiosités créé en 1651, qui lui survit jusqu'en 1773. Célèbre pour sa Musurgia (1650), rééditée pendant un siècle, c'est dans son Phonurgia nova (1673), consacré à l'acoustique, qu'il décrit l'instrument appelé « archiclavicymbalum » sur quatre pages et par une gravure, mais — selon Todini lui-même — de manière assez lointaine de la réalité.
Après la disparition de Todini en 1690, la collection, transportée au Palazzo Verospi, est encore renommée. Soixante-dix ans plus tard, le journal de Sigismondo Manci di Ebenheim, chanoine de Trente, mentionne la galerie à la page du 2 avril 1761, :
| « 2 aprile 1761. Passassimo tutti nel Palazzo Verospi a veder il cembalo, che è la maraviglia del mondo. Si entra in una sala ornata con busti, poi per quattro camere piene di bellissimi quadri ma poco avantagiose ; poi in una ove v’è un cembalo tutto d’oro, con statu acol fagoto ; poi quella dal famoso cembalo. La facciata è un organo con intagli e festoni d’oro ; sotto vi stanno tre tavolini colli piedi d’intagli messi a oro, sopra de’ quali stan tre cembali : uno quadro e due triangolari. Acanto il grande, con sopra la macchina coperta con eccellente paese ad oglio; esso ha due gradini d’avoglio per li tasti. Ed un frate lo dirige : sonando là, da sé sonano tutti, rippieno o no come volle. Sona li cembali, poi l’organo e i cembali, poi flauti,… » |  |  | « 2 avril 1761. Il faut tous aller au Palazzo Verospi voir le clavecin, cette merveille du monde. On entre dans une pièce décorée de bustes, puis on passe par quatre chambres pleines de tableaux magnifiques mais peu engageants, puis dans une autre où se trouve un clavecin tout doré et une statue avec une cornemuse. Et enfin dans celle du fameux clavecin. La façade est un orgue avec des sculptures et des festons dorés. Au-dessous se trouvent trois tables aux pieds sculptés et dorés sur lesquelles se trouvent trois clavecins : un carré et deux triangulaires. À côté se trouve le grand, avec au-dessus le mécanisme recouvert d'un beau paysage à l'huile. Il a deux claviers de touches en ivoire. Un frère le dirige : en jouant de là, d'après lui ils jouent tous, ensemble ou non, comme on veut. Il joue les clavecins, puis l'orgue et les clavecins, puis les flûtes… » |

En 1770, Charles Burney, visite la Galleria Armonica et dit l'avoir trouvée dans un état d'abandon complet… L'année précédente Johann Jakob Volkmann (1732–1803), ne dit pas autre chose.
La collection est démantelée en 1796, puis le clavecin doré, seule pièce de la Galleria Armonica ayant survécu, est passé par différents propriétaires.
Après une réapparition en 1825, l'œuvre est présentée plusieurs fois en Europe :
- 1872 : Londres, Victoria and Albert Museum
- 1878 : Paris, Exposition universelle
- 1900 : Paris, Exposition universelle.

Le clavecin est cédé au Metropolitan en 1902, peu après l'exposition universelle, par Mary Elizabeth Adams Brown, femme de John Crosby Brown ; la collection portant son nom. La collection du Met, avec plus de 5 200 instruments de musique provenant du monde entier, dont près d'une cinquantaine de clavecins, figure parmi les plus importantes du genre.

## Description
L'instrument de musique est une composante de trois parties. Il en est la pièce principale et l'élément central, entièrement décoré. Dans son livre Dichiarazione della Galleria armonica (Rome 1676), Todini décrit cette curiosité de son musée au chapitre 3, intitulé Descrittione della machina di Polifemo e Galatea :

« Dans la deuxième salle est représentée l'histoire de Polyphème avec un certain nombre de statues recouvertes d'or, parmi lesquelles celle de Galatée qui est représentée traversant la mer, portée par deux dauphins attelés à un cupidon assis sur une conque, avec des nymphes faisant la cour, et servie par de grands tritons, grandeur nature qui portent un clavecin. Celui-ci est richement décoré en bas-relief recouvert d'or, représentant le triomphe de Galatée avec une procession maritime qui offre en hommage divers fruits de la mer. Polyphème est assis sur la pente de la montagne dans laquelle il vivait, en train de jouer de la cornemuse (sordellina) pour plaire à Galatée. Dans la montagne, se trouve le dispositif pour rendre les tons de la cornemuse, qui sonne grâce à un clavier placé sous celui du clavecin. Le matériau des statues est remarquable, comme le sont également les autres matériaux utilisés pour représenter la mer, la montagne, ou l'air. Cette machine occupe l'espace du sol au plafond. Les difficultés de sa création étaient nombreuses et seront décrites à la fin, afin de ne pas entraver la brièveté de cette description. »

La sordellina dont il est question est un descendant de l'aulos antique.
Les dorures ont été réalisées par Basilio Onofri (actif dans la seconde moitié du siècle) et les sculptures exécutées par Hans Jacob Reiff (aussi appelé Jean-Jacques Reyff), d'origine suisse (Fribourg 1627– Rome 1700) et actif à Rome de 1650–1680, chef (1680-1695) de l'atelier de sculpture Reyff à Fribourg (Suisse) (1610-1695) ; le tout n'étant achevé qu'en 1665, mais l'instrument ne fut exposé qu'après 1672.

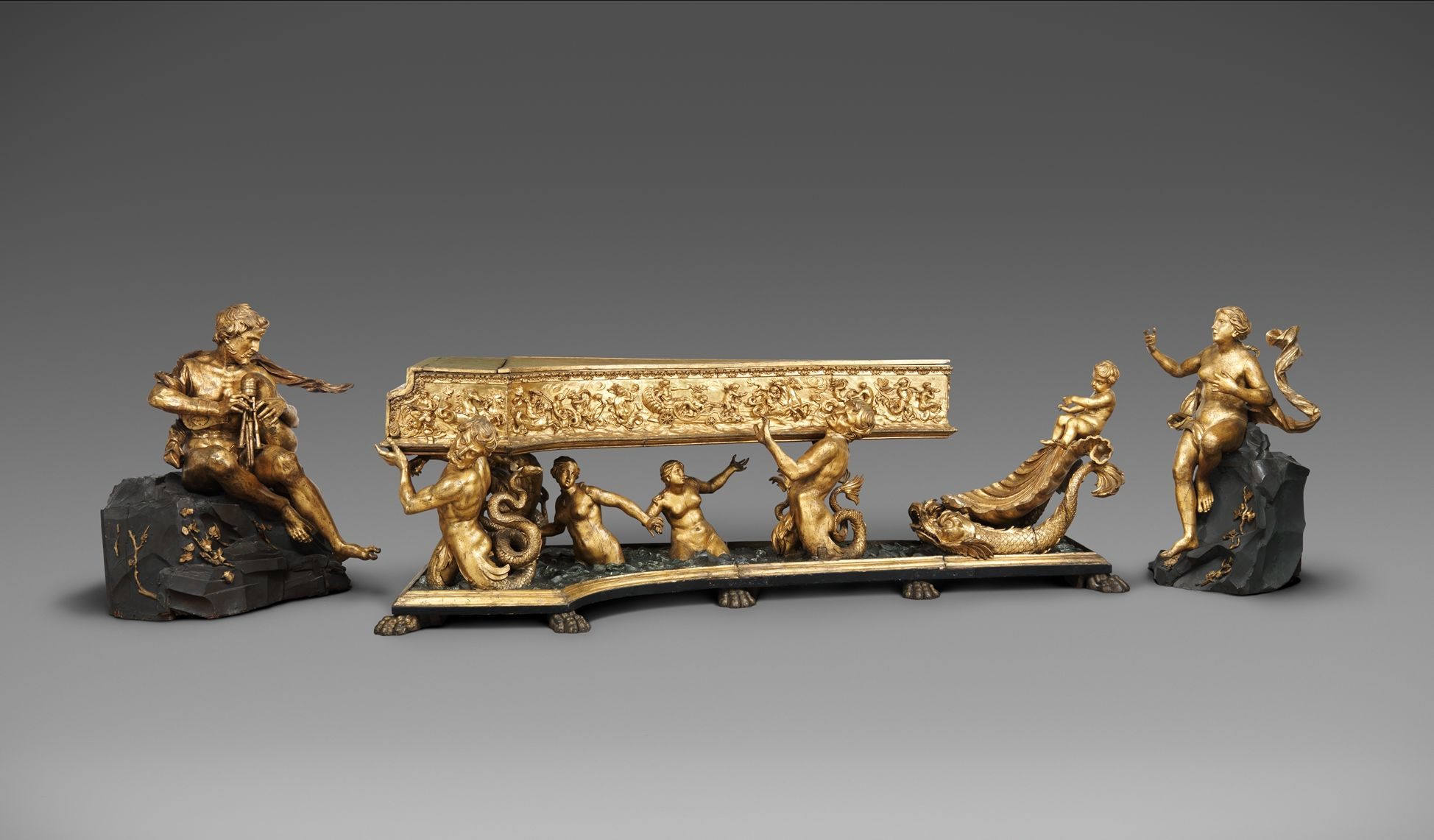
PolyphèmeL'instrumentdessous : Tritons, Naïades et Putto.

### Modèle
En 1949 a été retrouvé à Rome, par le conservateur du Metropolitan, Emanuel Winternitz, un modèle réduit de la composition, dont aucune date précise n'a été donnée (entre 1676 et 1825...) et conservé au Palazzo Venezia, à Rome.

### Clavecin
Le clavecin est de conception typiquement italienne – la partie visible est en fait le coffre contenant et protégeant l'instrument lui-même, dont il épouse la forme, et qui n'est pas décoré (ce que les anglophones appellent un inner-outer). Il possède un seul clavier, deux registres de 8 pieds, et une étendue de sol0 à do5, sans le sol  grave (octave courte). Mais la longueur est plutôt inhabituelle : près de trois mètres.
L'instrument n'est pas signé. Donald Boalch précise qu'il « a été possédé et peut-être construit » par Michele Todini.

### Décor
L'extérieur du clavecin est décoré d'une frise représentant le Triomphe de Galatée, soutenue par trois tritons. Les deux statues qui encadrent l'instrument sont à grandeur d'homme.

#### Polyphème

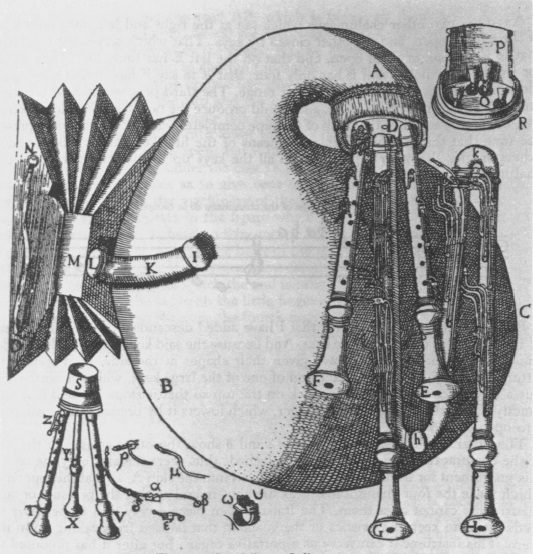
La sourdeline ou musette d'Italie, illustrée dans L'Harmonie universelle (1636).

À gauche du clavecin, Polyphème est assis sur son rocher et joue d'une zampogna ou surdulina, en français sourdeline. L'instrument est une sorte de cornemuse italienne très populaire en son temps et que pratiquait Todini. Marin Mersenne en donne une représentation dans son Harmonie universelle (1636).
Polyphème n'est autre que le cyclope aveuglé plus tard par Ulysse dans l'Odyssée. Il est le premier habitant de la Sicile, où il élève du bétail. Dans la scène, le sauvage cyclope fait sa cour malhabile à Galatée, en vain, comme chez les poètes grecs ou latins.
Le rocher sur lequel il est assis est creux. Il était prévu pour y loger les éléments d'un orgue qui aurait été commandé depuis le clavecin. Ces éléments n'y sont pas, ou plus, et un fort doute a existé sur le fait qu'ils aient pu y avoir été dans le passé. Quant au mécanisme de commande à distance, aucune trace probante n'en subsiste, suggérant que la Macchina n'a peut-être jamais été terminée telle qu'elle était prévue à l'origine, jusqu'aux recherches de Patrizio Barbieri (voir plus bas).

#### Galatée

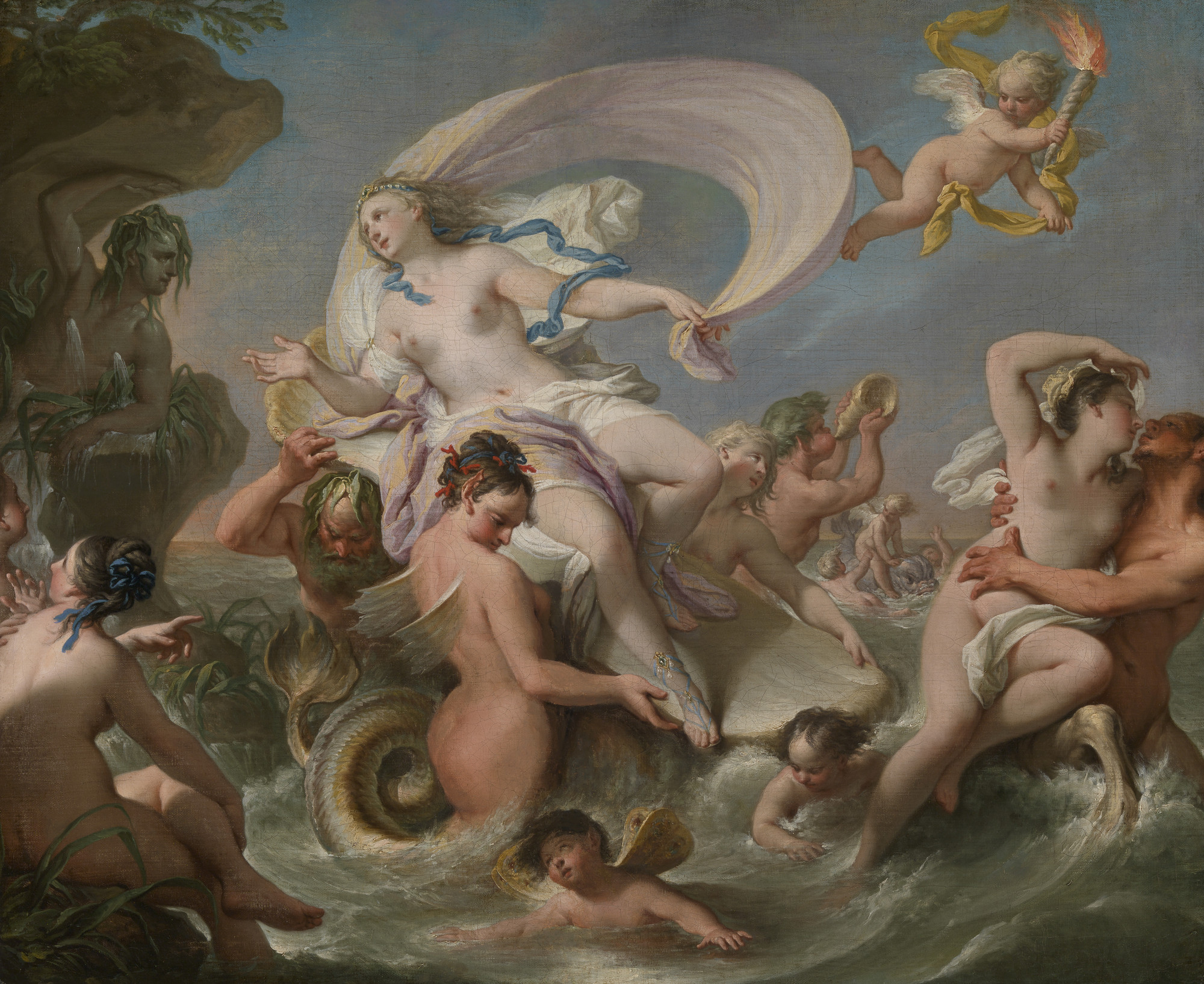
Le Triomphe de Galatée (1740–65) par Andrea Casali (Kelvingrove Art Gallery and Museum, Glasgow)

À droite, Galatée. La nymphe, elle aussi sicilienne, sur un autre rocher, est pudiquement voilée, prétexte à figurer dans la composition l'élément air par un effet de flamme du tissu. Le drapé semble une convention du thème : il apparaît sur nombre de représentations de l'époque ou postérieurement. Galatée est figée par l'artiste dans une attitude qui trahit l'occupation de ses mains à porter un instrument qui n'a pas été conservé – sans doute un luth.
Il faut noter la dualité entre le grossier Polyphème avec son aulos, qui porte un instrument de type panique ou dionysiaque, tandis que la présence probable du luth dans les mains de la cultivée Galatée lui fait porter l'attribut d'un instrument apollinien,. Entre ces deux pôles, il y a l'homme musicien servant d'intermédiaire.

#### Frise
Sur la paroi latérale de l'instrument, se trouve une frise richement sculptée et présentant une abondance de détails. Elle représente la marche triomphale de Galatée. Son carrosse est formé par un coquillage tiré par des hippocampes.

#### Tritons et Naïades

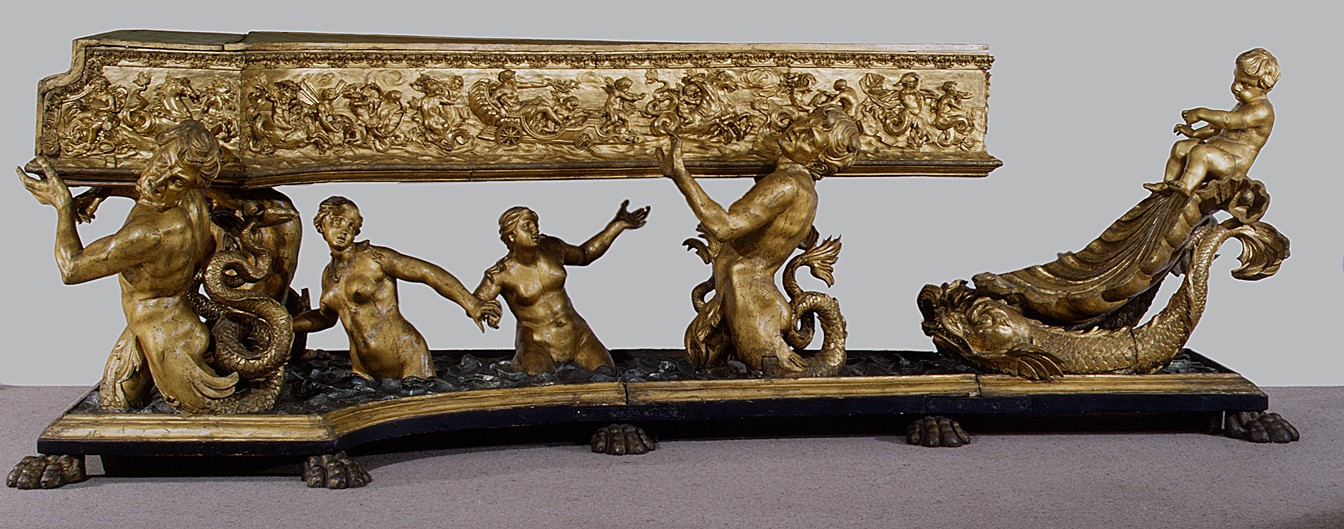
La frise, les Tritons et Naïades.

Sous le clavecin et la frise, s'activent trois tritons à queue de poisson pour porter hors de l'eau le poids de l'instrument. Leur effort est rendu visible par leur mimique.
Toujours sous l'instrument, apparaissent les corps, aux trois-quarts hors de l'eau, de deux Naïades se tenant la main. Leurs membres inférieurs sont pris dans l'élément liquide que figure une plaque verte imitant l'agitation des eaux.
Au bout de cette plaque, à droite, perché sur une conque mue par deux dauphins, un putto semble conduire l'ensemble, bras levés : à l'origine, il pouvait tenir des rênes.

### Mécanisme
Comme beaucoup des instruments de la Galleria armonica, l'ensemble était pourvu de mécanismes cachés qui n'ont pas été conservés. Des fils reliaient le cyclope au clavecin et ainsi l'interprète pouvait ouvrir des soufflets installés sous la statue, dans le rocher. Ce mécanisme, originellement conçu par Todini pendant la peste de 1656, devait sonner comme un petit orgue portatif et donner l'illusion du cyclope jouant sa sourdeline.
La description, donnée par Todini plus haut, ne semble pas correspondre tout à fait à la composition visible aujourd'hui. On pensait pendant un temps que les descriptions de Todini étaient un peu fantaisistes, car aucune preuve des mécanismes n'avait été retrouvée. Néanmoins des recherches plus récentes dues à Patrizio Barbieri, révèlent que les tuyaux étaient cachés derrière trois marins perdus qui pendaient derrière l'instrument. Ils ont été peints par le paysagiste Gaspard Dughet (1615–1675), beau-frère de Nicolas Poussin et parfois appelé Gaspare di Possino.

## Mythologie, arts et musique

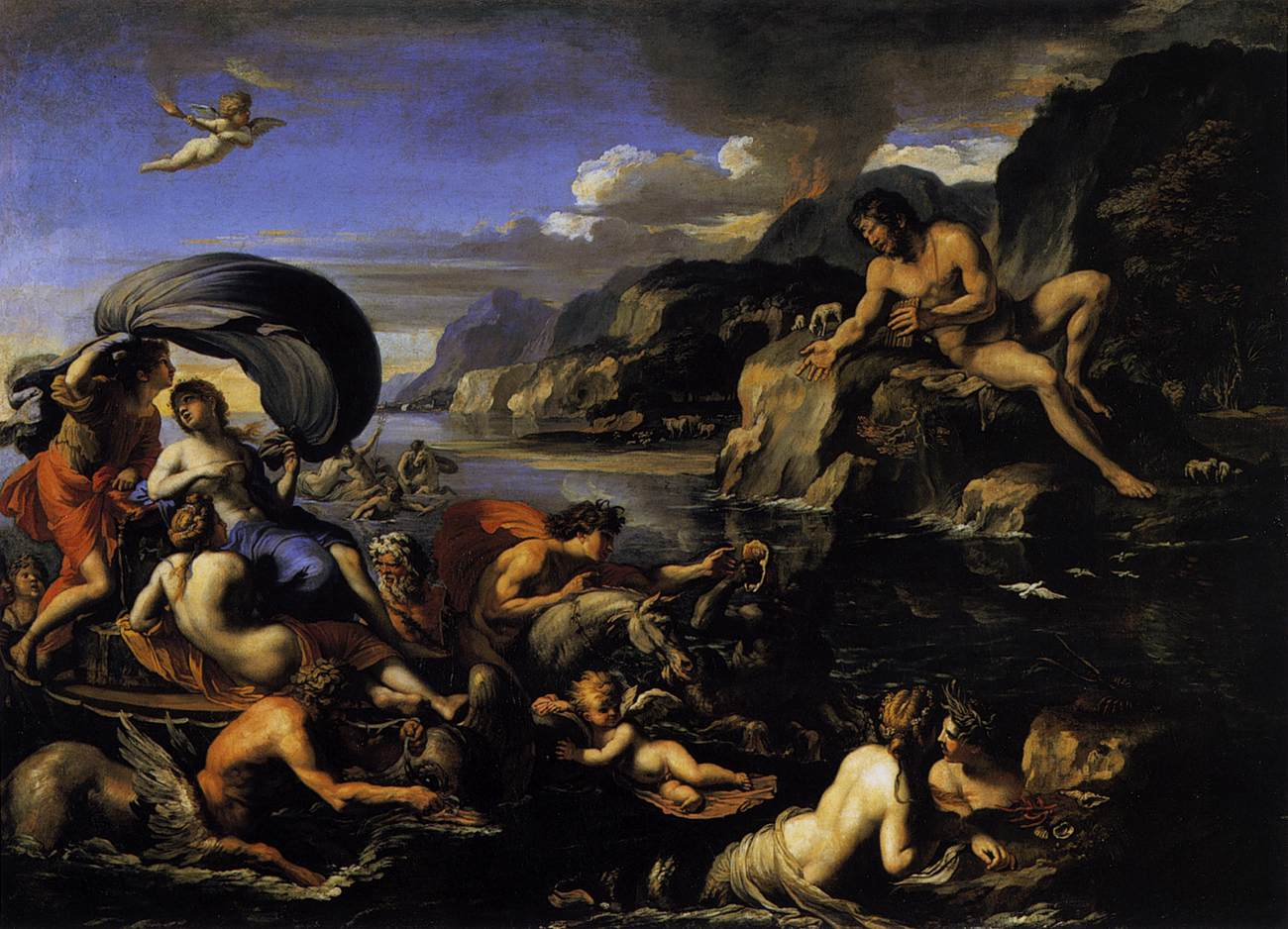
Acis et Galatée se dérobant au regard de Polyphème (1645/50) toile de François Perrier (Musée du Louvre, réserves)

Le récit de l'histoire de Polifemo e Galatea a inspiré plusieurs poètes antiques, dont Théocrite dans la onzième Idylle et Ovide. Chez ce dernier, le passage se trouve au livre 13 des Métamorphoses.
Le sujet sert de trame à plusieurs œuvres musicales, notamment de Lully dans la pastorale Acis et Galatée (1686) et de Haendel dans deux œuvres : la cantate italienne Aci, Galatea e Polifemo (Naples 1708) puis dans le semi-opéra pastoral (mask) en anglais Acis and Galatea (1718, vers. définitive, Londres 1731).
En peinture, le thème apparaît d'innombrables fois depuis l'antiquité. En se bornant à la période contemporaine de Todini, citons notamment :
- Nicolas Poussin
  - Acis et Galatée, 1627 (Dublin, National Gallery)
  - Paysage avec Polyphème, 1649 (Saint-Pétersbourg, Musée de l'Ermitage).
- François Perrier, Acis et Galatée se dérobant au regard de Polyphème, 1645/50 (Musée du Louvre)

En sculpture :
- Corneille Van Clève, Polyphème amoureux de la nymphe Galatée, 1681 (Musée du Louvre)

## Hommage
- Barrett Ashley Johnson, Theme and Variations for Piano, Harpsichord, Harp, and Orchestra (2007)[30].

## Ressources documentaires

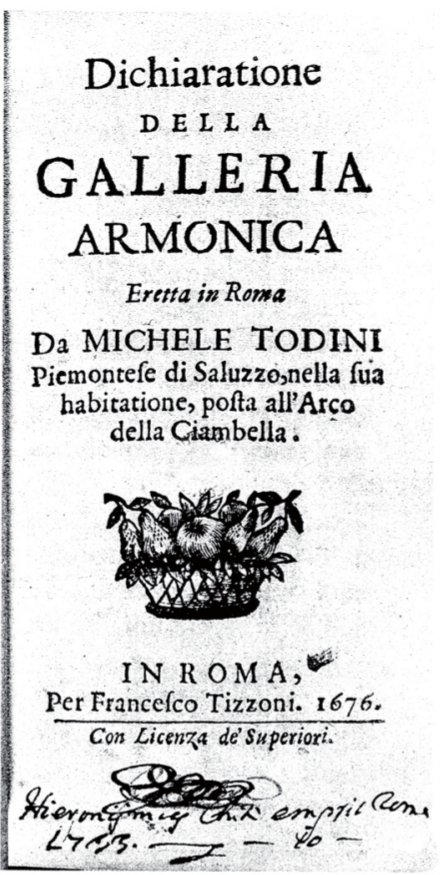
Page de titre de la Dichiarazione della Galleria armonica (1676).

### Ouvrages anciens
- (it) Michele Todini, Dichiarazione della Galleria armonica eretta in Roma da Michele Todini Piemontese di Saluzzo, nella sua habitatione, posta all'arco della ciambella, Lucques, Libreria musicale italiana, coll. « Musurgiana » (no 2), 1988, xxii, 92 (ISBN 88-7096-002-1, OCLC 181914218)Facsimilé de l'édition Francesco Tizzoni, Rome 1676. éd. et introduction par Patrizio Barbieri.
- (la) Athanasius Kircher, Phonurgia nova…, Kempten, Rudolphum Dreherr, 1673, 229 p. (OCLC 8465279, lire en ligne), p. 168.
- (it) Filippo Bonanni, Gabinetto armonico pieno d'istrumenti sonori indicati, e spegiati, Rome, Giorgio Placho, 1722, 177, 148 pl. (OCLC 491749977), p. 80.Filippo Bonanni était le conservateur du Musée Kircher.
- (de) Johann Gottfried Walther, Musikalisches Lexicon…, Leipzig, W. Deer, 1732, 596 p. (OCLC 958504).
- (de) Johann Jakob Volkmann et Joachim von Sandrart, Teutsche Akademie der Bau-, Bildhauer- und Maler-Kunst, vol. 1, Nuremberg, 1769 (OCLC 645006437, lire en ligne), p. 33.

### Ouvrages modernes
- (en) Edward L. Kottick, A history of the harpsichord, Bloomington, Indiana University Press, 2003, 1re éd., 557 p. (ISBN 0-253-34166-3, OCLC 49681161, BNF 39187814, présentation en ligne, lire en ligne), p. 140-141.
- (en) Igor Kipnis, Harpsichord and clavichord : an encyclopedia, New York/Londres, Routledge, coll. « Encyclopedia of keyboard instruments » (no 2), 2007, 576 p. (ISBN 978-1-135-94977-8, 0-415-93765-5 et 1-135-94977-8, OCLC 64442744, BNF 40982239, lire en ligne), p. 482.
- (en) Donald H. Boalch, Makers of the harpsichord and clavichord 1440-1840, Oxford, Oxford University Press, 1974, 2e éd. (1re éd. 1956), 225 p. (ISBN 0-19-816123-9), p. 179–180.
- Christophe Rueger (trad. Maryse Licette), Les instruments de musique et leur décoration, Leipzig, Édition Leipzig, coll. « Trésors de la culture européenne », 1985, 167 p. (ISBN 2-88170-001-2, OCLC 492711936), p. 85-86.
- (en) Emanuel Winternitz, Keyboard Instruments in the Metropolitan Museum of Art (A picture book), New york, The Metropolitan Museum of Art, 1961, 48 p., p. 19–23.

### Articles
- (en) Patrizio Barbieri, « Michele Todini  », dans Grove Music Online, Oxford University Press, 2001.
- (en) Patrizio Barbieri, « Michele Todini's galleria armonica : its hitherto unknown history », Early Music, vol. 30, no 4,‎ 2002, p. 565-583 (lire en ligne).
- Patrizio Barbieri, Marcello Fagiolo et Paolo Portoghesi, Michele Todini : Dichiaratione della galleria armonica eretta (dans Roma Barocca. Bernini, Borromini, Pietro da Cortona), Milan, Mondadori Electa, 2006, 377 p. (lire en ligne), p. 304–305.
- Patrizio Barbieri, Marcello Fagiolo et Paolo Portoghesi, Athanasius Kircher : Phonurgia nova… (dans Roma Barocca. Bernini, Borromini, Pietro da Cortona), Milan, Mondadori Electa, 2006, 377 p. (ISBN 88-370-4158-6, OCLC 70686898, BNF 40213951)Catalogue d'exosition au musée du chateau Sant'Angelo, Rome, 16 juin/29 octobre 2006.
- (en) Stewart Pollens, « Michele Todini'S Golden Harpsichord : Changing Perspectives », Music in Art: International Journal for Music Iconography, vol. 32, nos 1/2,‎ printemps 2007, p. 142. (présentation en ligne).
- (en) Stewart Pollens, « Michele Todini's Golden Harpsichord : An Examination of the Machine of Galatea and Polyphemus », Metropolitan Museum Journal, no 25,‎ 1990 (lire en ligne).
- (en) Emanuel Winternitz, « The Golden Hapsichord and Todini's Galleria Armonica », The Metropolitan Museum of Art Bulletin, vol. 14, no 5,‎ février 1956, p. 149–156. (lire en ligne).
- (en) Barry O’Neill, « The Sordellina, a Possible Origin of the Irish Regulators », The Seán Reid Society Journal, vol. 2,‎ mars 2002, p. 1-20 (lire en ligne).